# Simpatia É Quase Amor
Simpatia é Quase Amor é um bloco de carnaval brasileiro, nascido em 1985, em meio à campanha pelas Diretas Já. O bloco desfila em Ipanema, na cidade do Rio de Janeiro, suas cores do bloco são o amarelo e o lilás, inspiradas no remédio Engov, usado para evitar ressaca, seu grito de guerra é "Alô burguesia de Ipanema".
Realiza dois desfiles carnavalescos todos os anos, começando na Praça General Osório no bairro de Ipanema. O primeiro desfile é no sábado anterior ao Carnaval e o segundo desfile é no domingo de Carnaval, ambos por volta das 16 horas.

## História
O bloco foi criado em 1984, após a chamada "retomada" dos blocos de rua do Rio de Janeiro. Durante o movimento das Diretas Já, alguns jovens de Ipanema criaram a FlaDiretas, um torcida organizada do Flamengo que pedia a redemocratização do Brasil. A Emenda Dante de Oliveira que traria a volta de eleições diretas ao país não foi aprovada no Congresso Nacional e os criadores da FlaDiretas, que haviam comprado alguns instrumentos para ir ao Maracanã, resolveram aproveitá-los criando um bloco, e assim nasceu o Simpatia é Quase Amor. Em seu primeiro Carnaval, em 1985, contou com cerca de 300 pessoas. Em 2015, cerca de 170 mil pessoas acompanharam o bloco, sendo assim um dos maiores do Rio de Janeiro.
Dona Zica da Mangueira e o fundador da Banda de Ipanema, Albino Pinheiro são padrinhos do bloco. Seu nome foi inspirado num personagem do livro de crônicas “Rua dos Artistas e Arredores” de Aldir Blanc, Esmeraldo Simpatia é Quase Amor, o personagem é um carioca da Zona Norte (Subúrbio do Rio de Janeiro), conquistador e simpático.
Em 2016, o bloco apresentou o samba "Simpatia vai Passar", que contava a história do bloco, que começou logo após a redemocratização do Brasil, e no decorrer a letra de seu samba, homenageou o cantor Chico Buarque de Hollanda, que foi perseguido durante a ditadura militar e que então recentemente foi vítima de ataques de intolerância política.

## Carnavais
| Ano  | Grupo           | Enredo                                                                                                  | Ref   |
| ---- | --------------- | --- | ----- |
| 2013 | Bloco de Embalo | Simpatia de Moraes Compositores: Bil-Rait Buchecha / Guilherme Vargues / Manuela Trindade / Nina Rosa   |       |
| 2014 | Bloco de Embalo | Balzaquiando o Simpatia vai Passar Compositores: Marceu Vieira / Janjão / Orlando Magrinho              |       |
| 2015 | Bloco de Embalo | Chegou o Simpatia Quase Amor Compositores: Leandro Fregonesi / Ciraninho / Rafael dos Santos            |       |
| 2016 | Bloco de Embalo | Simpatia vai Passar Compositores: Luiz Fernando / Luiza Fernanda                                        | [ 3 ] |
| 2017 | Bloco de Embalo | Centenário do Samba Compositores: Diogo Nogueira / Rafael dos Santos / Leandro Fregonesi / Ciraninho    | [ 4 ] |
| 2018 | Bloco de Embalo | Samba da Adivinhação Compositores: Manu da Cuíca / Luiz Carlos Máximo / Belle Lopes / Bil-Rait Buchecha |       |